# Hosakote, Harapanahalli
Hosakote là một làng thuộc tehsil Harapanahalli, huyện Davanagere, bang Karnataka, Ấn Độ.